# 崔碧
崔碧（1391年—1439年），字仲玉，京師永平府昌黎人，明朝政治人物、進士出身。

## 生平
永樂十九年，登進士，授交趾道監察御史，后改江西道監察御史。后升任山東按察使司僉事，死於任內，享年49歲。